# Hotiv, Kiev-Sveatoșîn
Hotiv (în ucraineană Хотів) este localitatea de reședință a comunei Hotiv din raionul Kiev-Sveatoșîn, regiunea Kiev, Ucraina.

## Demografie
Componența lingvistică a localității Hotiv
     Ucraineană (96,47%)
     Rusă (2,89%)
     Alte limbi (0,15%)
Conform recensământului din 2001, majoritatea populației localității Hotiv era vorbitoare de ucraineană (96,47%), existând în minoritate și vorbitori de rusă (2,89%).

## Legături externe
- pl Chotów 1) wieś, powiat kijowski în Dicționarul geografic al Regatului Poloniei și al altor țări slave, volum I (Aa — Dereneczna) anul 1880

- pl Chotów, gmina Chotów în Dicționarul geografic al Regatului Poloniei și al altor țări slave, volum XV, p. 1 (Abablewo — Januszowo) 1900